# Daniel Tubau
Daniel Tubau (Barcelona, 1972) es un escritor, filósofo, guionista, director de televisión y profesor de guion español. Como filósofo, Tubau se declara escéptico, pero no en el sentido de incredulidad o negación absoluta, sino reivindicando la duda y la investigación como guías del pensamiento crítico; de hecho, considera que "no se puede ser filósofo sin ser escéptico". En este sentido ha escrito el ensayo Sabios ignorantes y felices: Lo que los antiguos escépticos nos enseñan, un recorrido por las principales escuelas escépticas grecolatinas. 
Interesado por otras escuelas de pensamiento, también ha editado Cómo escuchar de Plutarco, al que ha añadido un breve ensayo: Cómo escuchar a los demás, así como el Manual estoico de vida de Epicteto, en el que reflexiona sobre lo mejor del estoicismo, aunque también ofrece una crítica de sus postulados más radicales. Otra obra destacable acerca del mundo grecolatino es Maldita Helena un ensayo sobre la figura de Helena de Troya. 
Además de su enfoque en la Antigüedad clásica, ha explorado una variedad de temas, incluyendo análisis sobre personajes culturales e históricos como Sherlock Holmes o el estratega militar chino Sun Tzu. 
Tubau también es conocido por su carrera en el campo de la narrativa audiovisual y la creatividad.
Su contribución al ámbito educativo se extiende a la enseñanza de la narrativa audiovisual y técnicas de creatividad en diversas instituciones. En 2009 recibió el Premio Ciudad de Valencia por su ensayo sobre la identidad Nada es lo que es, el problema de la identidad.

## Biografía

### Educación
Daniel Tubau nació en Barcelona y posteriormente se trasladó a Madrid con su madre y su hermana. Realizó sus estudios superiores en la Universidad Complutense de Madrid, donde obtuvo la licenciatura en filosofía. Proviene de una familia que tiene una fuerte relación con las artes y con los medios de comunicación: es hijo de Iván Tubau, un conocido poeta, actor, periodista y presentador de televisión, y de Victoria García Laborda, quien ha trabajado como montadora y directora de televisión. La influencia de sus padres en el ámbito cultural y mediático jugó un papel en el desarrollo de sus intereses y su carrera profesional.

## Trayectoria

### Primeros años
Durante la década de 1980, se aventuró en el género de terror: publicó cuentos en la Biblioteca Universal de Misterio y Terror de la editorial UVE, alcanzando lectores tanto en España como en países de América Latina, entre ellos Argentina y Perú. En 1986, expandió su repertorio escribiendo la biografía del grupo de rock Deep Purple, publicada por Ediciones Júcar. En el mismo año, creó un libro juego interactivo titulado La espada mágica en esa misma editorial.
Su carrera como ensayista tomó un giro significativo en el 2009, cuando fue galardonado con el Premio Valencia de Ensayo, conocido también como Premio Juan Gil Albert, por su obra Nada es lo que es, el problema de la identidad.[1] Este reconocimiento llevó a la publicación del ensayo por la editorial Devenir.

### Escritura y filosofía
Daniel Tubau es reconocido por integrar una amplia gama de herramientas y recursos filosóficos en sus libros. Utiliza frecuentemente las paradojas y el análisis semiótico para profundizar en sus argumentos y desarrollar su pensamiento. Además, aborda conceptos relacionados con los sesgos cognitivos y las estrategias para el pensamiento crítico. En su exploración de la filosofía, también ha incorporado conceptos filosóficos de origen chino, como la rectificación de los nombres (正名 zhèngmíng), un principio confuciano que enfatiza la importancia de la precisión en el uso del lenguaje.
En Las paradojas del guionista, publicado por Editorial Alba, Daniel Tubau aplica el pensamiento paradójico para impartir lecciones sobre la escritura de guiones, una técnica que desafía las convenciones y anima a los escritores a pensar más allá de las normas establecidas.
En No tan elemental: Cómo ser Sherlock Holmes, publicada por Editorial Ariel, explora la metodología deductiva del famoso detective Sherlock Holmes, empleando el análisis semiótico para descifrar pistas, influido notablemente por la semiótica de Umberto Eco.
En Nada es lo que es, investigó la naturaleza de la identidad y la realidad a través de importantes conceptos filosóficos. Emplea el principio confuciano de la rectificación de los nombres, que enfatiza la correspondencia entre los términos y la realidad, como base para explorar dilemas más amplios sobre la identidad. Examina la paradoja del Barco de Teseo, que cuestiona si un objeto en el que se han reemplazado todas sus partes por otras idénticas sigue siendo fundamentalmente el mismo; y la también conocida paradoja de la mesa de Bertrand Russell, un ejemplo de la relación entre el lenguaje y el mundo físico. Además, se refiere al caballo blanco de Gongsun Long, un diálogo chino antiguo que discute la categorización y la identidad de los objetos. También discute las causas aristotélicas, abordando cómo la identidad de una cosa puede entenderse a través de su materia, forma, origen y propósito. El mapa de Korzybski, derivado de la famosa declaración "el mapa no es el territorio", sirve para destacar la diferencia entre las representaciones simbólicas y la realidad. A través de estas discusiones, analiza si la identidad es una propiedad esencial e inmutable o si es algo que depende de sus componentes materiales y cambiantes.

### Narrativa audiovisual
En el terreno de la narrativa audiovisual, Tubau ha creado un enfoque original en la escritura de guiones, inspirado en la tradición de los mentalistas y magos, y la consiguiente manipulación psicológica de la audiencia. Este método sitúa al espectador en el centro del análisis y aboga por una escritura que busca estimular y manipular las respuestas emocionales del público. Según Tubau, el guionista debe saber qué le sucede al espectador a través del uso efectivo de herramientas narrativas, preguntándose constantemente acerca de la reacción del público ante la trama presentada. Estas teorías han quedado plasmadas en El espectador es el protagonista.

### Creatividad
Daniel Tubau es conocido por su labor como profesor de guion en la Escuela de Cinematografía y del Audiovisual de la Comunidad de Madrid (ECAM). En respuesta a la demanda de sus alumnos por herramientas que fomentaran la creatividad en la escritura, escribió La musa en el laboratorio: Invención y creatividad para guionistas y narradores. En este libro, examina el proceso creativo a través del estudio de figuras como el matemático Henri Poincaré y el sociólogo Graham Wallas, quienes establecieron que la creatividad puede estructurarse en fases definidas accesibles a todos.
La teoría formulada en su libro es una propuesta metodológica que postula que, aunque la creatividad puede emerger de procesos inconscientes, es posible fomentarla de manera deliberada a través de etapas definidas y técnicas específicas. Inspirado por las etapas del proceso creativo delineadas por Graham Wallas, Tubau ofrece en La musa en el laboratorio un enfoque estructurado aplicable no solo a escritores y narradores, sino a cualquier individuo que busque potenciar su capacidad creativa.
Las fases de la creatividad según Tubau son:
- Preparación: "El principio es la mitad de todo", la etapa inicial de planificación y preparación.
- Investigación: "Busca y encontrarás", dedicada a la recopilación de información y exploración de ideas.
- Experimentación: "¡Empieza el juego!", donde se incita a probar diversos enfoques y herramientas creativas.
- Aceptación del error: "Cómo hacerlo mal", una fase que enfatiza la importancia de aceptar errores y fracasos como parte del proceso.
- Elaboración: "La creación del monstruo", la construcción de un primer borrador imperfecto, que sirve de base para el desarrollo posterior.
- Incubación: "El merecido descanso", un periodo de descanso mental que facilita la emergencia de nuevas ideas.
- Iluminación: "¡Eureka!", momento en el que surgen soluciones o ideas reveladoras.
- Revisión: "Cristalización", fase de reescritura y refinamiento del trabajo creativo.
- Evaluación: "El juicio final", etapa en la que se valoran los resultados y se prueba la efectividad del trabajo creativo.

La teoría de Tubau se ha valorado por su aplicabilidad práctica y su capacidad para desmitificar el proceso creativo, proporcionando un marco de trabajo que desglosa la creatividad en componentes manejables.

### Escepticismo
Es también reconocido por su enfoque escéptico en la filosofía. Su obra se ha caracterizado por un estudio detallado de las escuelas escépticas de la antigua Grecia y Roma, y ha defendido que el pensamiento crítico y el escepticismo son esenciales en cualquier indagación filosófica. En Sabios ignorantes y felices, realiza una exploración exhaustiva de estas escuelas y sus figuras principales, tales como Pirrón de Elis, Sexto Empírico, Arcesilao de Pitane y Carnéades de Cirene, argumentando que la duda sistemática es una herramienta filosófica fundamental.
En su libro El arte del engaño, aborda la estrategia militar china, centrando su análisis en Sun Tzu, el autor de El arte de la guerra. Tubau despoja a estos textos de cualquier interpretación espiritualista, presentando a los estrategas chinos como analistas pragmáticos y escépticos, una visión que desafía las lecturas espirituales de este tipo de obras.

### Estilo literario
Su estilo literario se caracteriza por su claridad y accesibilidad. El filósofo y helenista Carlos García Gual ha comentado: "Daniel escribe en un estilo claro. Cuenta las cosas con ese estilo que uno echa de menos en los filósofos académicos, que tienen a veces un estilo envarado, serio." En este sentido, el profesor de filosofía Jorge Álvarez Yágúez, que presentó Sabios ignorantes y felices en el Club Faro de Vigo, comentó: "Todos los libros de Daniel Tubau se devoran. Lo coja quien lo coja, alguien que no sabe de qué va esto, o alguien que sí está muy ducho ya en este campo, lo coge como una novela. Es una facilidad asombrosa en la explicación." Tubau evita deliberadamente la escritura obtusa y se esfuerza por exponer conceptos filosóficos y narrativos de manera comprensible. Según Luis Alberto de Cuenca, sus libros están escritos en "una espléndida prosa castellana".

## Televisión
Paralelamente a su evolución como escritor, desarrolló su trabajo en el ámbito de la televisión, desempeñándose como guionista en diversos programas. Trabajó como guionista en programas reconocidos como El gran Juego de la Oca. En el 2021, contribuyó al proyecto transmedia Vuelve la Alquería Blanca - Disme. Además, ha colaborado en la creación de guiones de series, películas y documentales.
Se destacó como director y showrunner de Los Trilocos trabajando en esta serie durante dos temporadas. Además, ha dirigido programas como Dobles Parejas, presentado por Santiago Segura, y Club Disney.

### Docencia
Tiene una destacada trayectoria como docente en diversas instituciones educativas. En la Escuela de Cine y Televisión de Madrid (ECAM), imparte el curso anual de guion de programas de entretenimiento y clases maestras inaugurales. En la Universidad Carlos III (UCM3), enseña estructura del guion dentro del master de guion. Además, ha sido profesor en instituciones como Factoría del Guion, y el Instituto del Cine de Madrid, entre otras. Internacionalmente, en la Escuela de Cine de Cubaofrece cursos sobre guion y desarrollo de series, y en la Universidad de Lima, Perú, sobre storytelling.

### Radio y podcast
Contribuyó al programa de Radio M21, Madrid con los cinco sentidos, dirigido y presentado por José Luis Casado, manteniendo la sección "Una cita con las musas".

## Premios
- Premios Ciudad de Valencia (Juan Gil Albert) 2009 por Nada es lo que es, el problema de la identidad.[42]
- El cuento “Jerome Perceval” (Premio La Revelación 2010), publicado posteriormente en El camino de los mitos IV. Evohé, 2011.[43]
- El cuento “La nueva teología” (Premio La 2ª Revelación) publicado posteriormente en El camino de los mitos II. Evohé, 2009.[44]

## Obra
- Nada es lo que es: el problema de la identidad (Devenir)[45]
- No tan elemental: cómo ser Sherlock Holmes (Ariel)[46]
- La verdadera historia de las sociedades secretas (Alba)[47]
- Recuerdos de la era analógica (Evohé)[48]
- Las paradojas del guionista (Alba)[49]
- El guión del siglo 21: el futuro de la narrativa en el mundo digital (Alba)[50]
- El arte del engaño: los grandes libros de la estrategia china (Ariel)[51]
- El espectador es el protagonista: manual y antimanual de guión (Alba)[52]
- Maldita Helena (Ménades)[53]
- Cómo triunfar en cualquier discusión: diccionario para polemistas selectos (Ariel)[54]
- La musa en el laboratorio (Alba)[55]
- Sabios ignorantes y felices (Ariel)[56]
- Cómo escuchar (edición) y Cómo escuchar a los demás (autor) (Rosamerón)[57]
- "La catarsis: una afortunada serie de confusiones" en Revista de Occidente[58] nº 520, Septiembre 2024, pp. 5‑20.